# Эруэлл

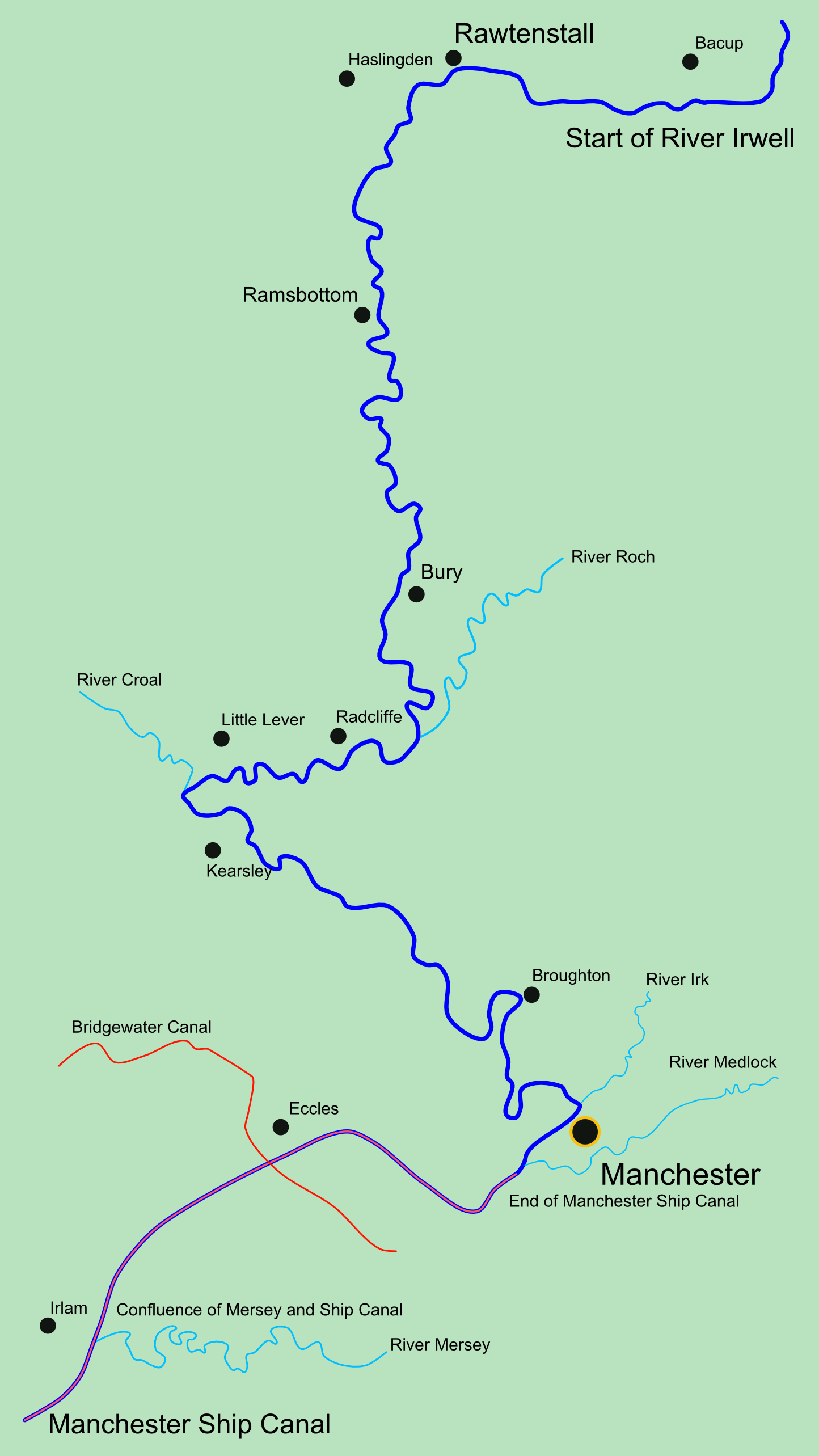

Эруэлл (англ. Irwell [ˈɜːrwɛl]) — река в Северо-Западной Англии, которая течёт через долину Эруэлл в округах Ланкашир и Большой Манчестер. Река имеет протяжённость 63 километра. Река берёт начало с Ключей Эруэлл, которые расположены приблизительно в 2,4 км к северу от городка Бейкап, в округе Кливиджер графства Ланкашир. Река Эруэлл течёт через центры городов Манчестер и Солфорд, прежде чем влиться в реку Мерси.
Пологие берега реки в XVII—XVIII веках использовались как торговый маршрут, связывающий город Манчестер с городками на реке Мерси, что способствовало развитию навигации по реке Эруэлл. Большие участки реки к западу от Манчестера были радикально преобразованы во время постройки Манчестерского канала (англ. Manchester Ship Channel), который открылся в 1896 году, превратив Манчестер и Солфорд в главные морские порты Англии и дав развитие Trafford Park, который стал самой большой промышленной зоной в Европе.
Таким образом, река Эруэлл способствовала индустриализации Северо-Западной Англии, результатом чего стало загрязнение самой реки промышленными отходами и полностью лишило её рыбы. Начиная с последней половины XX столетия было осуществлено много инициатив, целью которых являлось удаление загрязнения реки, пополнение запасов промысловой и прочей рыбой и создание нормальных условий окружающей среды и дикой природы.
Сегодня участки реки, проходящие через Манчестер и Солфорд, формируют собой объекты крупномасштабных инвестиций, а некоторые объекты, такие как Солфордские Шлюзы (англ. Salford Quays), являются теперь национальными объектами защиты дикой природы.
Река Эруэлл сегодня является важным объектом многих видов рекреационной деятельности, таких как туризм и путешествия, спортивная и любительская гребля и ловля рыбы. Здесь в наши дни находится Северный Университет спортивной гребли (англ. Northern Universities Boat Race).

## География
Река Эруэлл протягивается приблизительно на 63 километра от её источника к вливанию в реку Мерси. В верхнем течении она проходит через торфяники, протекая дальше на юг мимо городков Бейкап (англ. Bacup), Ротенстолл (англ. Rawtenstall), Рамсботтом (англ. Ramsbottom) и Бери (англ. Bury), до слияния с рекой Роч (англ. river Roch) недалеко от Радклиффа. После Радклиффа река поворачивает на запад, к ней присоединяется река Крол около небольшого местечка Фарнуэрт (англ. Farnworth), и затем снова поворачивает на юго-восток через Клифтон и Эйджкрофт (англ. Agecroft). Далее течение реки блуждает Солфордского Полумесяца и центра Манчестера, присоединяясь к рекам Эрк и Мэдлок.
Около Солфорда поворачивая на запад и до вливания в Мерси, изменённое русло реки являет собой часть Манчестерского канала.

## Притоки
Двигаясь вверх по течению Эруэлла, начиная с места впадения в Мерси, река имеет следующие притоки (реки и ручьи):
- Платс-Брук (Platts Brook)
- Бент-Лейнс-Брук (Bent Lanes Brook)
- Солтай-Брук (Salteye Brook)
  - Уэрсли-Брук (Worsley Brook)
- Корн-Брук (Corn Brook)
- Мэдлок (River Medlock)
- Эрк (River Irk)
- Синглтон-Брук (Singleton Brook)
- Крол (River Croal)
  - Тонг (River Tonge)
    - Брадшо-Брук (Bradshaw Brook)
    - Астли-Брук (Astley Brook)
    - Игли-Брук (Eagley Brook)
- Хатчинсонс-Гойт (Hutchinson’s Goit)
- Билис-Гойт (Bealey’s Goit)
- Роч (River Roch)
  - Сподден (River Spodden)
  - Бил (River Beal)
- Элтон-Брук (Elton Brook)
- Вудхилл-Брук (Woodhill Brook)
  - Керклис-Брук (Kirklees Brook)
    - Блэк-Брук (Black Brook)
- Сидфилд Брук (Seedfield Brook)
- Пигс-Ли-Брук (Pigs Lee Brook)
  - Уайтуолл-Брук (Whitewall Brook)
    - Джиндлис-Брук (Gindles Brook)
- Уолмерсли-Брук (Walmersley Brook)
- Холком-Брук (Holcombe Brook)
  - Ред-Брук (Red Brook)
- Санни-Брук (Sunny Brook)
- Голлинрод-Брук (Gollinrod Brook)
- Парк-Брук (Park Brook)
- Кросс-Банк-Брук (Cross Bank Brook)
  - Шаттлуэрт-Брук (Shuttleworth Brook)
  - Харден-Брук (Harden Brook)
- Дирден-Брук (Dearden Brook)
  - Брук-Боттом-Брук (Brook Bottom Brook)
    - Нью-Гейт-Брук (New Gate Brook)

  - Скаут-Мор-Брук (Scout Moor Brook)
- Чаттертон-Брук (Chatterton Hey Brook)
- Грейт-Хей-Брук (Great Hey Brook)
- Ходж-Брук (Hodge Brook)
- Кеньон-Брук (Kenyon Brook)
- Огден (River Ogden)
- Лангвуд-Брук (Langwood Brook)
- Лайми-Уотер (Limy Water)
  - Болладен-Брук (Balladen Brook)
  - Джин-Брук (Gin Brook)
- Уайтуэлл (River Whitewell)
  - Шо-Клаф-Брук (Shaw Clough Brook)
  - Хеб-Брук (Heb Brook)
  - Канлиффи-Брук (Cunliffe Brook)
  - Шеферд/Дин-Брук (Shepherd/Dean Brook)
    - Набб-Брук (Nabb Brook)

  - Клаф-Боттом-Брук (Clough Bottom Brook)
  - Дирплей-Хилл-Сайк (Deerplay Hill Syke)
- Соу-Брук (Sow Brook)
- Гринс/Уэлл-Брук (Greens/Well Brook)
- Британния-Брук (Britannia Brook)
  - Веномос-Брук (Venomous Brook)
- Грив-Брук (Greave Brook)
  - Окен-Брук (Oaken Brook)
    - Рипс-Брук (Reaps Brook)
- Уиттикер-Брук (Whittaker Brook)
  - Сеттинг-Барн-Брук (Setting Barn Brook)
- Скар-Энд-Брук (Scar End Brook)
  - Хилд-Брук (Heald Brook)

## Спорт
Гребля как спорт в акватории реки Эруэлл существовала с 1823 года, в первую очередь благодаря спортсменам-энтузиастам того времени, жившим в Манчестере и Солфорде. Первая официальная регата была открыта 12 сентября 1842 года на прямом участке реки от плотины Throstle’s Nest до моста Regent Road. В дальнейшем водные соревнования пополнились такими, как Agecroft Regatta и Warburton Regatta. На рубеже XIX—XX веков соревнования по гребле на Эруэлле стали очень популярны; в Манчестере, Солфорде и других городках появились клубы спортивной гребли и регат, такие как Немезида (англ. Nemesis), Принц Уэльский (англ. Prince of Wales), Минерва (англ. Minerva), Дидзбери (англ. Didsbury) и Эйджкрофт (англ. Agecroft), регулярно соревнующиеся между собой. В результате Второй мировой войны сохранились только Agecroft и Broughton.
Гребной клуб Эйджкрофт (англ. Agecroft Rowing Club) был основан в 1861 году, это один из самых старых клубов гребли свободного членства в мире. Клуб первоначально базировался на территории Эйджкрофт-холла (англ. Agecroft Hall) и затем был переведён вниз по течению реки Эруэлл в поместье Littleton Road. Однако в дальнейшем, в результате зарастания русла сорной растительностью и загрязнения водоёма предприятиями, река перестала быть проходимой для спортивных лодок — «четвёрок» и «восьмёрок», и гребной клуб был переведён в акваторию Солфордских Причалов (англ. Salford Quays). Совсем недавно клуб был преобразован в Центр водных видов спорта Солфорда (англ. Salford Watersports Centre), объединившись в 2004 году с Лодочным клубом Солфордского университета (англ. University of Salford Boat Club).